# Dobrá Voda u Pelhřimova
Dobrá Voda u Pelhřimova – stacja kolejowa w miejscowości Dobrá Voda, w kraju Wysoczyna, w Czechach. Znajduje się na linii 224 Tábor – Horní Cerekev, na wysokości 640 m n.p.m..  

## Linie kolejowe
- 224: Tábor – Horní Cerekev